# Anarchismus in Japan

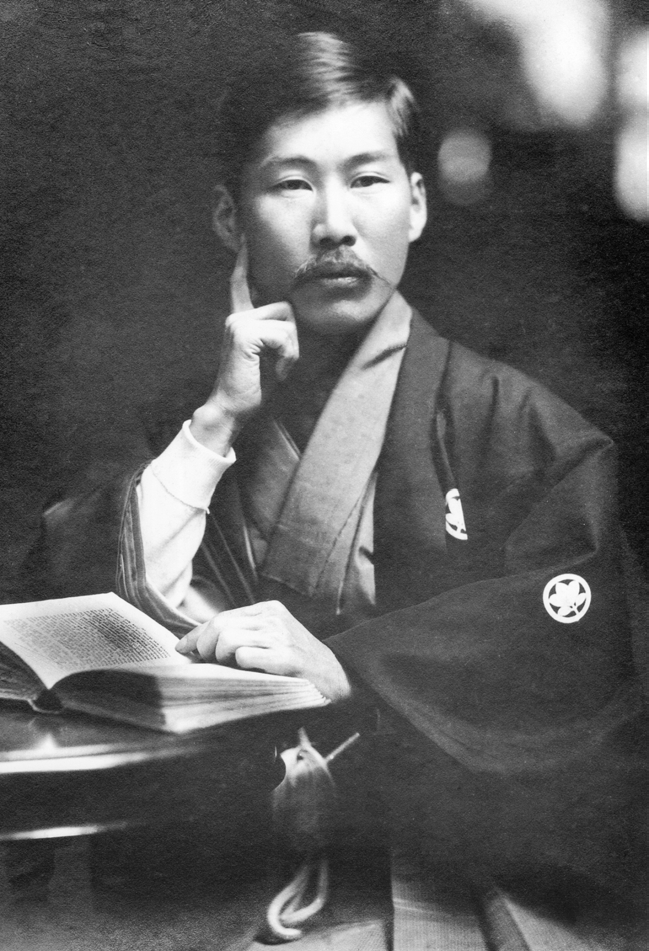
Kōtoku Shūsui

Der Anarchismus in Japan reicht zurück bis in das späte 19. und frühe 20. Jahrhundert. Die anarchistische Bewegung wurde durch den Ersten und Zweiten Weltkrieg beeinflusst, in dem Japan eine wichtige Rolle spielte. Diese Bewegung lässt sich in Japan in drei Phasen einteilen: von 1898 bis 1911, von 1912 bis 1936 und von 1945 bis heute.

## Geschichte

### 1898–1911
Anarchistische Ideen wurden in Japan erstmals vom radikalen Journalisten Kōtoku Shūsui bekannt gemacht. Nach seinem Umzug nach Tokio als Teenager wurde Kōtoku Journalist und ab 1898 schrieb er für die radikale Tageszeitung Yorozu Chōhō (englisch: Every Morning News). Sein Liberalismus führte ihn zur Sozialdemokratie und Kōtoku versuchte im Mai 1901, die erste japanische Sozialdemokratische Partei zu bilden.
Seine noch junge Sozialdemokratische Partei wurde sofort verboten und Yorozu Chōhō verlagerte seine politischen Ansichten weg von links, so dass Kōtoku seine eigene radikale Wochenzeitung Heimin Shinbun (Common People’s Newspaper) gründete. Die erste Ausgabe erschien im November 1903 und die letzte im Januar 1905. Seine Stelle brachte Kōtoku eine kurze Gefängnisstrafe von Februar bis Juli 1905 ein.
Im Gefängnis las er Peter Kropotkins Landwirtschaft, Industrie und Handwerk, und wanderte nach seiner Freilassung in die Vereinigten Staaten aus, wo er sich der Industrial Workers of the World (IWW) anschloss. Kōtoku behauptete, “had gone [to jail] as a Marxian Socialist and returned as a radical Anarchist.” (deutsch: „als marxistischer Sozialist [ins Gefängnis] gegangen und als radikaler Anarchist zurückgekehrt zu sein.“) In den USA trafen sich mehr als 50 japanische Einwanderer in Oakland und gründeten die Social Revolutionary Party. Die Partei begann, eine Zeitschrift mit dem Titel Kakumei (deutsch Revolution) und ein Flugblatt mit dem Titel Ansatsushugi (deutsch Terrorismus) zu veröffentlichen, von denen Nachrichten Japan erreichten und dort Beamte verärgerten.
Kōtoku kehrte 1906 nach Japan zurück und sprach auf einem großen öffentlichen Treffen, das am 28. Juni 1906 in Tokio stattfand, über die Ideen, die er während seines Aufenthalts in den USA (hauptsächlich in Kalifornien) entwickelt hatte. Diese waren weitgehend eine Mischung aus anarchistischem Kommunismus, Syndikalismus und Terrorismus, die sich unter anderem aus der Lektüre von Büchern wie Kropotkins Memoiren eines Revolutionärs und Die Eroberung des Brotes entwickelten. Auf dem Treffen sprach Kōtoku über The Tide of the World Revolutionary Movement und begann bald, zahlreiche Artikel zu schreiben.
Während sich Kōtoku in den USA befand, wurde eine zweite sozialdemokratische Partei mit dem Namen Sozialistische Partei Japans gegründet. Im Februar 1907 fand eine Sitzung dieser Partei statt, um die Ansichten von Kōtoku zu diskutieren, was die Partei schließlich dazu veranlasste, die Parteiregel zu streichen, die das Arbeiten innerhalb der Grenzen des Gesetzes des Landes vorschrieb. Fünf Tage später wurde die Sozialistische Partei Japans verboten.
1910 schrieb Akaba Hajime eine Broschüre mit dem Titel Nômin no Fukuin (deutsch Evangelium der Bauern), in der von der Schaffung eines anarchistischen Paradieses durch anarchistischen Kommunismus die Rede war. Seine Kritik am Kaiser in der Broschüre veranlasste ihn unterzutauchen, aber letztendlich wurde er gefangen und inhaftiert. Er starb am 1. März 1912 im Gefängnis von Chiba.
Im Jahr der Veröffentlichung von Das Bauernevangelium wurden vier japanische Anarchisten verhaftet, nachdem man Ausrüstung zur Bombenherstellung entdeckte. Dies führte zu einem Durchgreifen der Regierung gegen Anarchisten, das dazu führte, dass 26 Anarchisten wegen Verschwörung zur Tötung des Kaisers angeklagt wurden. Der Prozess war für die Öffentlichkeit geschlossen und alle wurden für schuldig befunden. Die dafür vorgesehene Todesstrafe wurde bei zwölf Verurteilten in eine lebenslange Freiheitsstrafe umgewandelt.

### 1912–1936

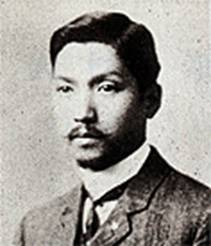
Ōsugi Sakae

1912 trat Itō Noe der Blaustrumpfgesellschaft bei und übernahm bald die Produktion der feministischen Zeitschrift Seitō (deutsch Blaustrumpf). Bald übersetzte Itō auch Werke der Anarchisten Peter Kropotkins und Emma Goldman. Itō traf und verliebte sich in Ōsugi Sakae, einen weiteren japanischen Anarchisten, der für seinen Aktivismus eine Reihe von Haftstrafen verbüßt hatte. Ōsugi begann mit der Übersetzung und Veröffentlichung japanischer Ausgaben von Kropotkins Gegenseitige Hilfe in der Tier- und Menschenwelt und Erinnerungen eines Revolutionärs, während er persönlich stärker von der Arbeit von Michail Bakunin beeinflusst wird.
Inspiriert von den Reisunruhen von 1918, begann Ōsugi mehr von seinen eigenen Schriften zu veröffentlichen, darunter auch erneute Veröffentlichungen, wie z. B. Studies on Bakunin und Studies on Kropotkin.
Die Girochinsha (deutsch Guillotine Gesellschaft) war eine aus Osaka stammende japanische anarchistische Gruppe. Diese war Mitte der 1920er Jahre an Rachemorden gegen japanische Führer beteiligt. Nakahama Tetsu, ein anarchistischer Dichter und Mitglied der Girochinsha, wurde für seine Aktivitäten hingerichtet.
1923 wurde Japan von dem große Erdbeben von Kantō getroffen. Mit über 100.000 Toten nutzte der Staat die Unruhen als Vorwand, um Itō und Ōsugi zusammenzutreiben. Laut dem Schriftsteller und Aktivisten Harumi Setouchi wurden Itō, Ōsugi und sein sechs Jahre alter Neffe von einer Gruppe von Militärpolizisten unter der Leitung von Leutnant Amakasu Masahiko verhaftet, zu Tode geschlagen und in einen verlassenen Brunnen geworfen. Laut der Literaturwissenschaftlerin Patricia Morley wurden Itō und Ōsugi in ihren Zellen erwürgt. Dies wurde als Amakasu-Zwischenfall bezeichnet und löste viel Wut aus. 1924 wurden zwei Anschläge auf das Leben von Fukuda Masatarô unternommen, dem General, der das Kommando über den Militärbezirk hatte, in dem Itō und Ōsugi ermordet wurden. Wada Kyutaro, ein alter Freund des Verstorbenen, machte den ersten Versuch, auf General Fukuda zu schießen, verletzte diesen allerdings nur. Der zweite Versuch bestand darin, das Haus von Fukuda zu bombardieren, allerdings war der General zu diesem Zeitpunkt nicht zuhause.
1926 wurden zwei landesweite Verbände von Anarchisten gegründet, die Black Youth League und die All-Japan Libertarian Federation of Labour Unions. 1927 kämpften beide Gruppen gegen die Todesstrafe für die in Italien geborenen Anarchisten Sacco und Vanzetti. Die anarchistische Bewegung war in den folgenden Jahren durch eine intensive Debatte zwischen Anarchokommunisten und Anarchosyndikalisten gekennzeichnet. Hatta Shūzō, der als der größte Theoretiker des anarchistischen Kommunismus in Japan galt, begann für den anarchistischen Kommunismus zu sprechen und behauptete, dass der anarchistische Syndikalismus, da er ein Ergebnis der kapitalistischen Arbeitsstätte war, die gleichen Arbeitsteilungen widerspiegeln würde wie der Kapitalismus. Argumente wie die von Shūzō und die eines anderen Anarchisten namens Iwasa Sakutaro überzeugten die Black Youth League und die All-Japan Libertarian Federation of Labour Unions, sich in Richtung Anarchokommunismus zu bewegen, wobei anarchistische Syndikalisten beide Organisationen verließen.
Diese Spaltungen schwächten die anarchistische Bewegung in Japan und bald darauf führte der Mukden-Zwischenfall dazu, dass sich der Staat verfestigte und die innere Opposition zum Schweigen brachte. Zu Beginn des Zweiten Weltkriegs wurden alle anarchistischen Organisationen in Japan gezwungen, ihre Aktivitäten einzustellen.

### 1945 bis heute
Kurz nach dem Ende des Zweiten Weltkriegs schrieb Ishikawa Sanshirō, der schon vor dem Krieg Anarchist war, Gojunen-go-no-Nihon (deutsch Japan 50 Jahre später). Diese Arbeit beschrieb einen anarchistischen Wiederaufbau der japanischen Gesellschaft nach einer friedlichen Revolution. Im Mai 1946 wurde die Japanische Anarchistische Föderation gegründet. Sie veröffentlichte die Zeitung Heimin, benannt nach Kōtokus Tagebuch. Während dieser Zeit wurde Japan von einer Welle von Arbeiterdemonstrationen erschüttert, die Nahrung und eine demokratische Volksfrontregierung forderten. Die Föderation gelang es jedoch nicht, im politischen Diskurs Fuß zu fassen. Sozialisten und Kommunisten konnten die Anarchisten in sozialen Kämpfen verdrängen und Heimin wurde zunehmend akademisch und idealistisch. Während die Anarchisten in ihren Beziehungen zur Kommunistischen Partei zunächst gespalten waren, wurde Heimin Ende 1946 offen feindlich gegenüber der Partei. Die Anarchisten wandten sich gegen einen Streik der von Kommunisten, Sozialisten und Gewerkschaften für eine höhere Bezahlung der Regierungsarbeiter vorbereitet wurde. Sie prangerten Bürokraten als Agenten des Autoritarismus an und offenbarten den Streik sogar den Besatzungstruppen der Alliierten, die dieser Initiative ein Ende setzten. Schließlich spaltete sich die Föderation zwischen Befürworter und Gegner des Anarchosyndikalismus. Im Oktober 1950 hielt sie ihre 5. Konferenz in Kyôto ab. Kurz darauf spaltete sich die anarchosyndikalistische Gruppe (Anaruko Sanjikarisuto Gurûpu) ab und die Föderation hörte de facto auf zu existieren, wiewohl sie sich 1951 als anarchosyndikalistische Vereinigung rekonstituierte. Die Anarchokommunisten gründeten ihrerseits den Japanischen Anarchistischen Club (Nihon Anakisuto Kurabu). Diese Zeit war für progressive japanische Kräfte überhaupt eine Zeit der Krise. Die Kommunistische Partei war wenige Monate zuvor von den Alliierten verboten worden, während viele rechte Führer der Kriegszeit ihre mächtigen Positionen wieder einnehmen konnten. Während der Zenkyõtõ-Bewegung 1968, die zu studentischen Unruhen und großen anarchistischen Lese- und Aktionsgruppen an den Universitäten führte, verstand sich die Anarchistische Föderation als nicht mehr benötigt und löste sich auf. 1988 wurde sie neu gegründet und veröffentlicht die Zeitschrift Freier Wille (Jiyû Ishi). Die Anarchosyndikalisten sind seit 1989 in der Solidaritätsbewegung der Arbeiter (Rôdôsha Rentai Undô) organisiert, die mit der IAA verbunden ist und die Zeitschrift Zettai Jiyû Kyôsanshugi (Libertärer Kommunismus) herausgibt.

## Japanische Anarchisten und der koreanische Anarchismus
Japanische Anarchisten arbeiteten mit koreanischen Anarchisten zusammen und unterstützten sie. Ōsugi Sakae hatte einen starken Einfluss auf die koreanischen Radikalen. Die koreanische anarchistische Gruppe Heukdo hoe (deutsch Schwarze Welle Gesellschaft) wurde 1921 mit Förderung japanischer Anarchisten gegründet. Ihre Zeitung war die Schwarze Welle, dessen Chefredakteur der koreanische Anarchist Bak Yeol war.

## Filme
2017 wurde die Filmbiografie Anarchist from Colony über den Anarchisten Bak Yeol (auch Park Yeol) veröffentlicht. Regisseur Lee Jun-ik fokussierte sich dabei auf die Zeit von 1923 bis 1926, als es nach dem Großen Kantō-Erdbeben zu Übergriffen auf Koreaner in Japan kam und daraufhin Park Yeol sowie Kaneko Fumiko eingesperrt und als Sündenböcke angeklagt wurden. Beide nutzten die Gerichtsverhandlung, um die Aufmerksamkeit auf das Massaker zu lenken, bei dem etwa 6000 Koreaner ermordet worden sein sollen.